# خوان لوبيز سانشيز
خوان لوبيز سانشيز (بالإسبانية: Juan López Sánchez)‏ هو نقابي وسياسي إسباني، ولد في 16 يناير 1900 في بوياس في إسبانيا، وتوفي في 1972 في مدريد في إسبانيا. انتخب General Secretary of the Confederación Nacional del Trabajo ‏.